# Patimi de sucub
Patimi de sucub este al patrulea roman din seria Georgina Kincaid de Richelle Mead. Cartea a fost tradusă și publicată de editura Leda în România în 2011.

## Personaje
- Georgina Kincaid
- Jerome
- Doug Sato
- Cody
- Seth Mortensen
- Hugh Mitchell
- Carter
- Roman Smith
- Maddie Sato
- Dante Moriarty
- Tawny Johnson
- Peter